# Karl Baßler
Karl Baßler (* 13. April 1924 in Stuttgart; † 1. April 2013) war ein deutscher Politiker (NPD).

## Leben
Baßler beantragte am 19. März 1942 die Aufnahme in die NSDAP und wurde zum 1. September desselben Jahres aufgenommen (Mitgliedsnummer 9.189.369). Nach dem Studium der Volkswirtschaftslehre war er als Unternehmensberater in Böblingen tätig.
Baßler gehörte von 1968 bis 1972 dem Baden-Württembergischen Landtag an. Er wurde für die NPD über ein Zweitmandat im Wahlkreis Böblingen gewählt. 1969/70 war er stellvertretender Vorsitzender der NPD-Fraktion. Im September 1971 wurde er aus der Fraktion ausgeschlossen und gehörte dem Landtag dann bis zum Ende der Wahlperiode als fraktionsloser Abgeordneter an.
Der Landtag wählte ihn zum Mitglied der vierten Bundesversammlung, die 1969 Gustav Heinemann zum Bundespräsidenten wählte.
Er war aktiv in der rechtsextremen Gesellschaft für Freie Publizistik. Außerdem war er Mitglied im sudetendeutschen Kulturverein Witikobund, stellvertretender Vorsitzender der Notgemeinschaft für Volkstum und Kultur und Referent bei der rechtsextremen Berliner Kulturgemeinschaft Preußen. Später arbeitete er auch wieder in der NPD mit; so kandidierte er 2009 für diese Partei zum Kreistag des Landkreises Böblingen.